# 청계북초등학교
청계북초등학교는 대한민국 전라남도 무안군에 있는 초등학교다.

## 학교 연혁
- 1945.06.10 청계북공립국민학교 개교
- 1983.02.15 병설유치원 개원
- 1996.03.01 청계북초등학교로 개칭
- 2008.04.01 골프장 개설
- 2018.05.11 교사 증측(유치원교실 1실, 다목적강당 1실)
- 2020.07.07 다목적구장(농구대) 조성